# Ochrocephala imatongensis
Ochrocephala imatongensis là một loài thực vật có hoa trong họ Cúc. Loài này được (Philipson) Dittrich mô tả khoa học đầu tiên năm 1983.